# تجمع البلسة (غيل باوزير)

تعديل مصدري - تعديل

تجمع البلسة هو "تجمع بدوي" في عزلة غيل باوزير بمديرية غيل باوزير التابعة لمحافظة حضرموت، بلغ تعداد سكانها 109 نسمة حسب تعداد اليمن لعام 2004.